# Andrzej Bułat
Andrzej Florian Bułat (ur. 22 sierpnia 1948 w Środzie Śląskiej, zm. 2 listopada 2020 we Wrocławiu) – polski dziennikarz prasowy, felietonista, były prezes i redaktor naczelny wrocławskiego dziennika „Gazeta Robotnicza” (w latach 90. XX wieku przekształconego w „Robotniczą Gazetę Wrocławską”, następnie w „Gazetę Wrocławską”, która w 2004 roku została połączona ze „Słowem Polskim” w jedną gazetę – „Słowo Polskie – Gazeta Wrocławska”). W dzienniku tym pracował po ukończeniu studiów na Wydziale Prawa Uniwersytetu Wrocławskiego, od 1972 roku; redakcją kierował przez okres przekształceń po likwidacji RSW „Prasa”. Autor felietonów pisanych pod pseudonimem Aleksander Malak . W 1993 roku zdobył tytuł Bezbłędnego Redaktora Naczelnego i tym samym wywalczył dla „Gazety Wrocławskiej” tytuł Bezbłędnej Gazety, uczestnicząc w „Dyktandzie” – Ogólnopolskim Konkursie Ortograficznym. Członek założyciel Klubu Rotary Wrocław-Centrum, przez kilka lat kierownik, a w kadencji 2007/2008 prezydent tego Klubu.

## Wybrana twórczość
- Aż stali się prochem i rozpaczą (1980) Warszawa: Krajowa Agencja Wydawnicza (współautor: Wacław Dominik)[9]
- 3 po 3 razy 60. Wydane z magazynu (1996) Wrocław: Dom Wydawniczy Gazeta Wrocławska (współautorzy: Tadeusz Burzyński, Wiesław Wodecki)[10]
- Świeży blask pigwy. Felietony z lat 2000–2010 (2010) Wrocław: Oficyna Wydawnicza Atut
- Zryty beret, czyli we wtorki, owszem, można. Felietony 2010-2012 (2012) Wrocław: Oficyna Wydawnicza Atut
- Frustracja na dwa place (wskazujące). Felietony 2012-2014 (2014) Wrocław: Oficyna Wydawnicza Atut
- Masturbacja pod szubienicą. Felietony 2014-2016 (2016) Wrocław: Oficyna Wydawnicza Atut
- Psi patrol. Felietony 2016-2018 (2018) Wrocław: Oficyna Wydawnicza Atut[11].
- W cieniu środkowego palca. Felietony 2019-2020. Suplement 5. i ostatni (2022), Wrocław: Oficyna Wydawnicza Atut[6]